# Tábano (filosofía y ciencias sociales)
Un tábano social es una persona que interfiere con el statu quo de una sociedad o comunidad al plantear preguntas novedosas y potencialmente molestas, generalmente dirigidas a las autoridades. El término se asocia originalmente con el antiguo filósofo griego Sócrates, en su defensa cuando fue juzgado por su vida.

## Historia

### Sócrates
El término "tábano" (griego: μύωψ, mýops) fue utilizado por Platón en la Apología para describir la actuación de Sócrates como un incómodo aguijón para la escena política ateniense, como un espuela o una mosca que pica despertando a un caballo lento.
Durante su defensa cuando fue juzgado por su vida, Sócrates, según los escritos de Platón, señaló que el disentimiento, como el tábano, era fácil de aplastar, pero el costo para la sociedad de silenciar a las personas que eran irritantes podría ser muy alto: "Si ustedes matan a un hombre como yo, se lastimarán más a ustedes mismos de lo que me lastimarán a mí" porque su papel era el de un tábano, "picar a la gente y azotarla con furia, todo al servicio de la verdad". Esta puede haber sido una de las primeras descripciones de la ética del tábano.[cita requerida]

### Política moderna
En la política moderna, un tábano es alguien que desafía persistentemente a las personas en posiciones de poder, el statu quo o una posición popular. Por ejemplo, Morris Kline escribió: "Hay una función para el tábano que plantea preguntas que a muchos especialistas les gustaría pasar por alto. La polémica es saludable". La palabra puede pronunciarse en un sentido peyorativo o aceptarse como una descripción de un trabajo honorable o un deber cívico.[cita requerida]